# Tempo (warenhuis)
Tempo is een voormalige Zweedse warenhuisketen, waarvan de winkels in 1985 zijn omgevormd tot Åhléns-warenhuizen of gesloten zijn. Anno 2023 is een supermarktketen onder deze naam actief in Zweden.

## Geschiedenis

### Warenhuis
Het oorspronkelijke Tempo was een warenhuisketen binnen het Johnson-concern en was opgericht door Johan Petter Åhlén van het bedrijf Åhlén & Holm. Het eerste warenhuis werd in 1932 geopend op de Östermalm in Stockholm. In datzelfde jaar werd ook Tempo AB opgericht. In 1977-1978 maakte de EPA-warenhuisketen volledig deel uit van de Tempo-keten en wijzigden alle EPA-warenhuizen hun naam in Tempo. In 1985 werden alle Tempo warenhuizen omgevormd tot Åhléns warenhuizen of gesloten.

### Keten

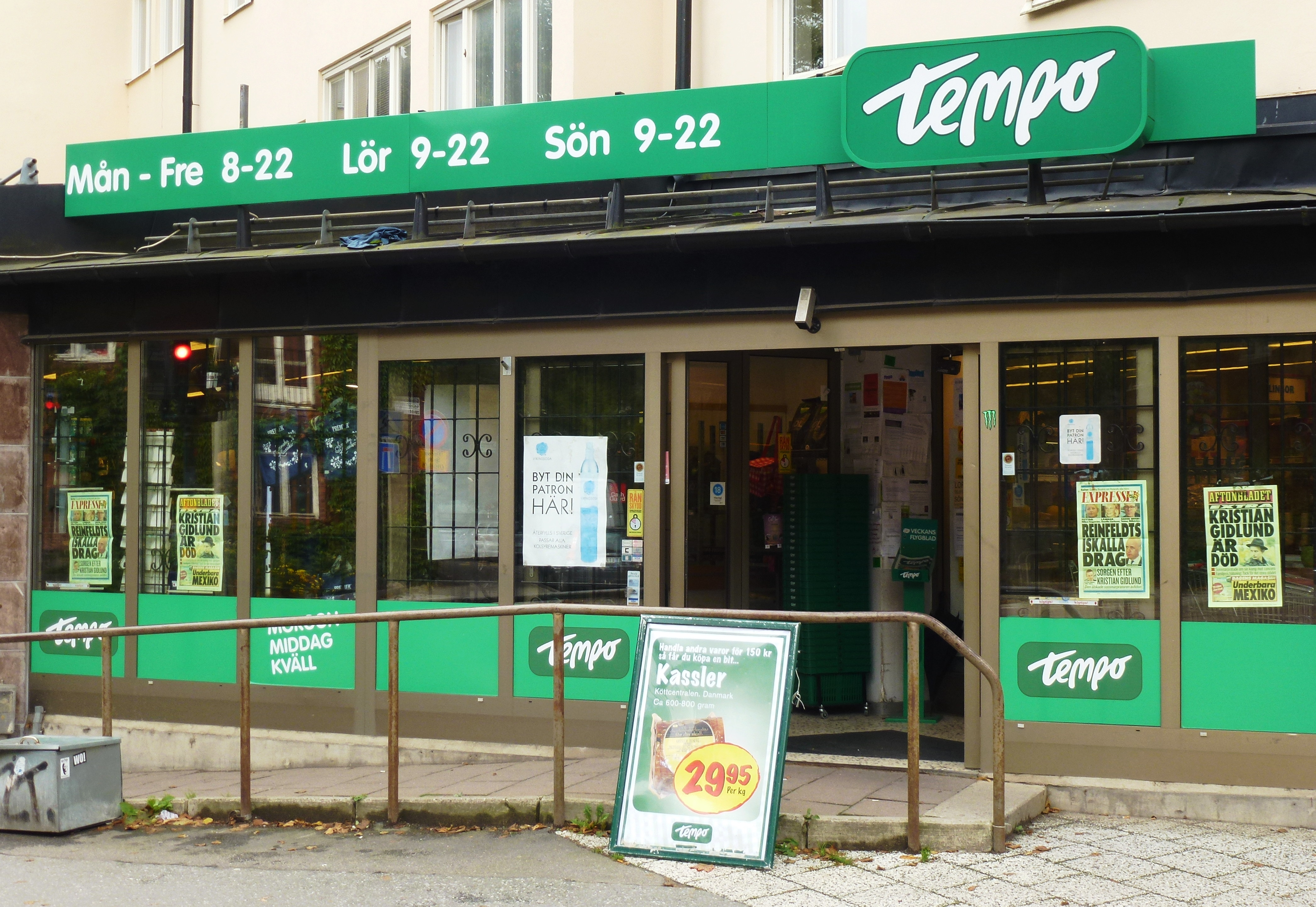
Tempo-winkel in Gröndal, 2013.

Het merk Tempo wordt tegenwoordig gebruikt door een supermarktketen, die eigendom is van Axfood. De winkels zijn klein en bevinden zich meestal op het platteland of in woonwijken. Het huidige logo van Tempo lijkt erg op het logo dat het oude Tempo in de eerste decennia gebruikte. Bij de warenhuizen van het oude Tempo werd een eenvoudiger logo met hoofdletters toegepast.

### Tempo-warenhuizen in Finland
De Finse zakenman John Nylund (1880–1940) richtte in Finland een warenhuisketen Tempo op, geïnspireerd op Tempo in Stockholm in de vroege jaren dertig. Deze warenhuisketen had geen enkele verbinding met de Zweedse keten. Het eerste warenhuis werd geopend in 1933 aan de Skillnaden in het centrum van Helsinki. Andere warenhuizen werden geopend in Hagnäs (Helsinki) en Tampere in de jaren 1930, evenals in Turku, Oulu en Jyväskylä in de jaren 1950. Alle Tempo-warenhuizen werden halverwege de jaren zeventig gesloten toen Ingmar Nylund (1910-1973), zoon van de oprichter, stierf.

## Fotogalerie

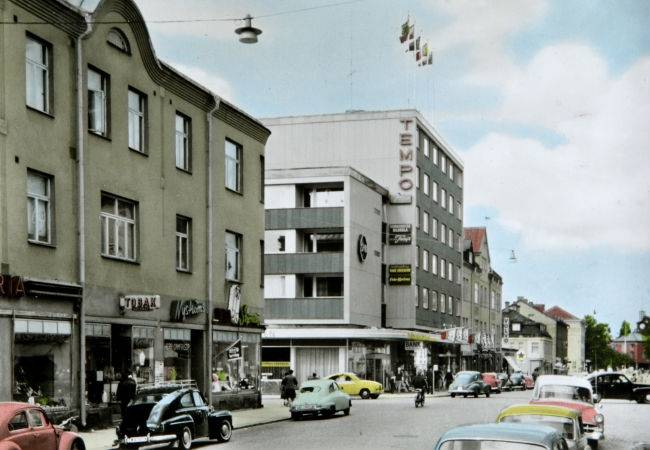
Tempo, Ludvika, 1960
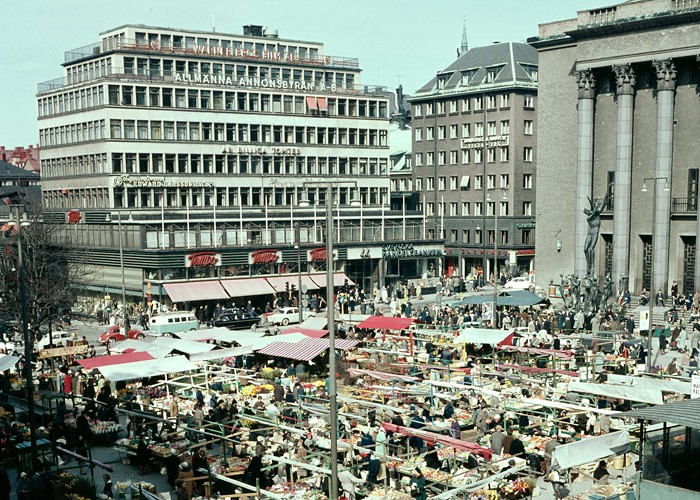
Tempohuset, Stockholm, 1962
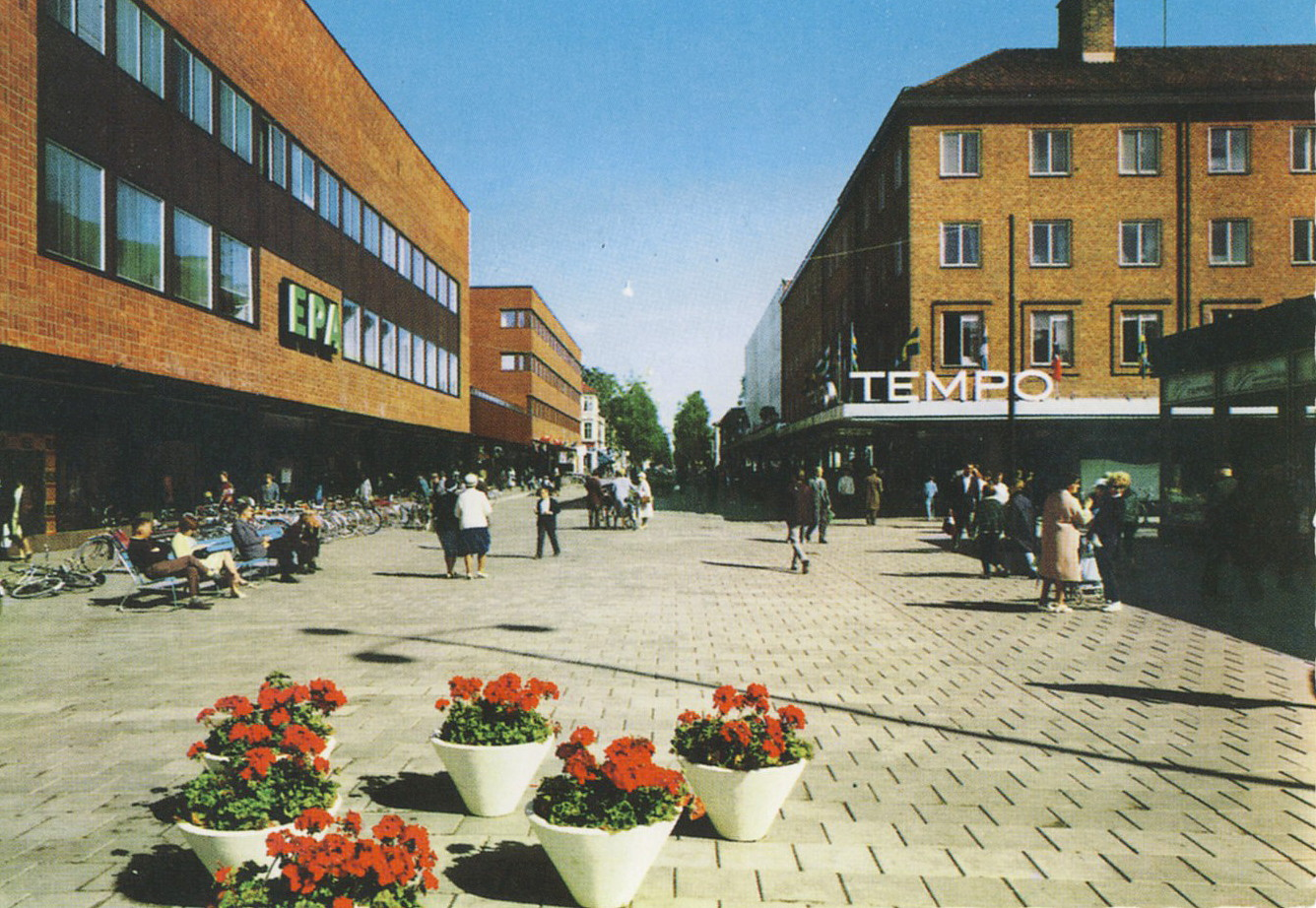
Tempo en EPA, Umeå, 1960s
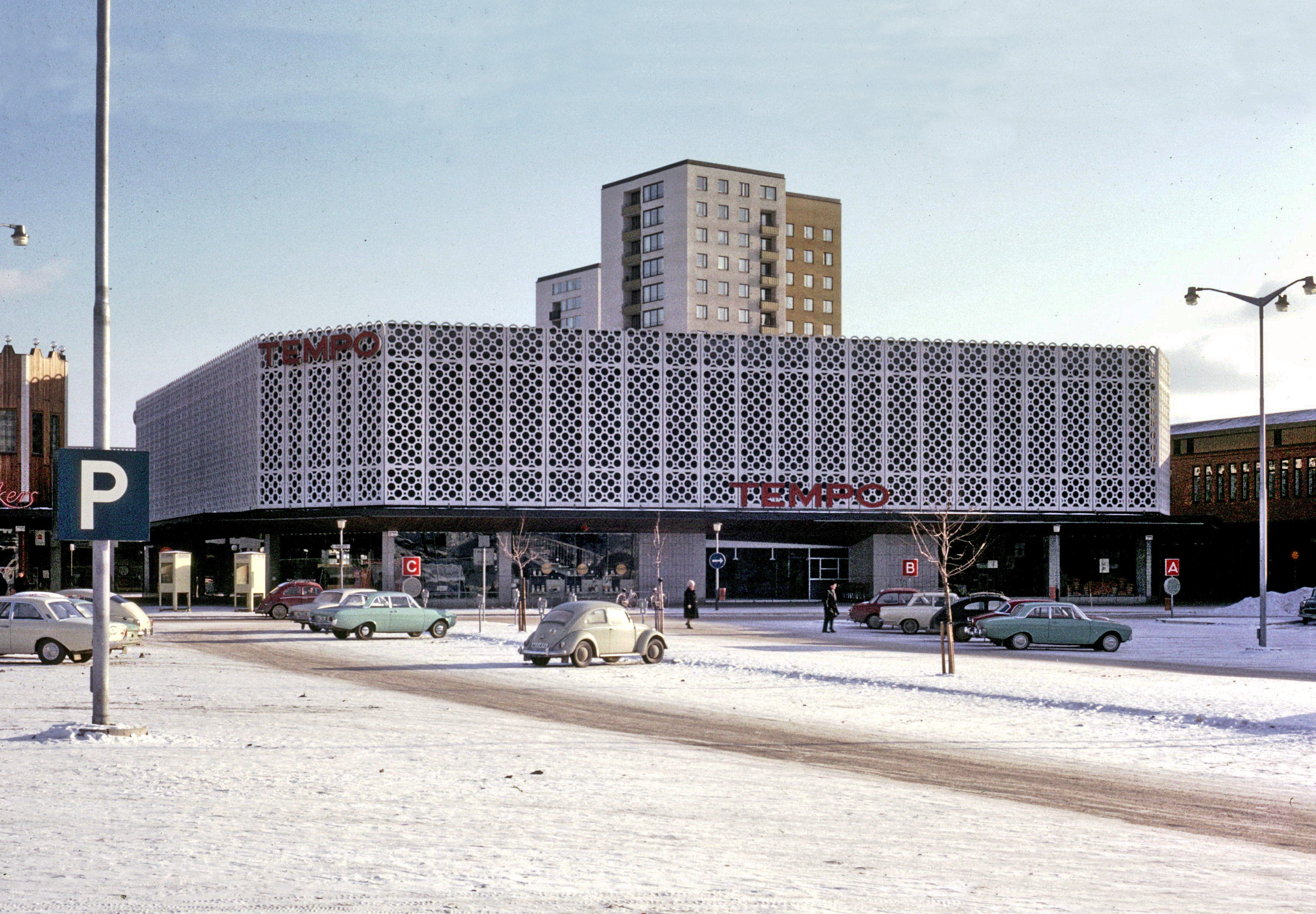
Tempo, Farsta centrum, 1965